# Valdemar Franklin Quintero
Valdemar Franklin Quintero (Bucaramanga, 26 de enero de 1941- Medellín, 18 de agosto de 1989) fue un policía colombiano. 
Fue oficial de la Policía Nacional de Colombia que luchó contra las mafias del narcotráfico en los años 1980, en medio de la guerra que el Cartel de Medellín le declaró al Estado colombiano. 
El 18 de agosto de 1989, el coronel Franklin murió asesinado en Medellín por un grupo de sicarios del Cartel de Medellín cuando se dirigía hacía el Comando de Policía de Antioquia. El presidente de la época, Virgilio Barco Vargas, lo ascendió póstumamente al grado de brigadier general.

## Biografía
Nació en Bucaramanga (Santander) el 26 de enero de 1941. Ingresó a la Escuela de Cadetes de Policía General Santander de Bogotá donde obtuvo en 1963 el grado de subteniente. En 1967 se casó en Tunja con Leonor Cruz Ariza, con quien tuvo tres hijos Claudia Leonor, Carlos Eduardo y Richard.

### Carrera
En su carrera profesional ocupó distintas posiciones al interior de la Policía Nacional de Colombia, tales como: comandante del departamento de Policía Caldas (1983-1984), comandante del departamento de Policía Boyacá (1985-1987), y comandante del departamento de Policía Antioquia (1989). Asimismo, se desempeñó como decano de estudios de la Escuela de Cadetes Francisco de Paula Santander (1981-1983), y subdirector de la Escuela de Suboficiales Gonzalo Jiménez de Quesada (1978-1980), entre otros cargos.
Adelantó estudios de derecho en la Universidad La Gran Colombia de Bogotá, así como estudios en criminalística en la Universidad Complutense de Madrid (1984-1985). 
Durante su carrera como oficial de la Policía se destacó por su lucha contra el narcotráfico y la guerrilla, obteniendo felicitaciones en su hoja de vida, así como condecoraciones que reconocían su valor y entrega por mejorar la seguridad y la convivencia en los lugares donde estuvo destacado.
Su paso por la dirección de la Policía en Caldas se recuerda por lograr la liberación de varios secuestrados, y en la Policía de Boyacá por mantener el control público durante la guerra que se liberaba entre las familias de los esmeralderos. 
La Dirección de la Policía Nacional decidiría enviarlo en enero de 1989 a dirigir el Comando de la Policía de Antioquia, en momentos en que las clases de dirigentes del país tanto empresarial como política habían sido permeados por la corrupción del narcotráfico.

### Amenazas de muerte
Desde que asumió el mencionado comando inició una lucha contra el Cartel de Medellín, liderado por Pablo Escobar y Gonzalo Rodríguez Gacha. Durante los 7 meses que ejerció como comandante adelantó varios operativos contra el narcotráfico, tales como la captura de Freddy Rodríguez Celades (hijo de Gonzalo Rodríguez Gacha) por narcotráfico, la captura de Alonso de Jesús Baquero (Negro Vladimir) comandante paramilitar quien perpetraría las masacres de Segovia y La Rochela, desarticulación de los laboratorios de procesamiento de cocaína en la zona de San Luis en Antioquia; incautación de toneladas de cocaína, y la captura de Fabio Ochoa Restrepo en un puesto de control de la Policía Nacional por sobornar a un suboficial.
El narcotráfico le envió varias propuestas económicas para que les dejara operar libremente, y contrario a lo que muchos políticos, militares y oficiales de Policía terminaban aceptando, el coronel Franklin las rechazó.
El 4 de julio de 1989, hombres pertenecientes al Cartel de Medellín coordinados y dirigidos por Jhon Jairo Velásquez Vásquez alias "Popeye" y John Jairo Arias alias "Pinina", habían puesto un coche bomba en la caravana en la cual el entonces Gobernador de Antioquia, Antonio Roldán Betancourt se transportaba, confundiéndola con la del oficial de la Policía. En este atentado murió el mandatario antioqueño, dos policías, un escolta y su conductor.
A raíz de este atentado, el coronel Franklin renunció a cualquier tipo de protección oficial porque no deseaba dejar más viudas y huérfanos en esa guerra sin cuartel que se estaba adelantando contra el narcotráfico.

## Asesinato
A las 6:20 a.m. del 18 de agosto de 1989, el coronel Franklin fue asesinado en Medellín cuando se dirigía hacía el Comando del Departamento de Policía de Antioquia. Había partido de su residencia en un vehículo sin blindaje (Camioneta Nissan color blanco), y acompañado por su conductor y un agente de la Policía. 
Cuando el conductor detuvo el vehículo en un semáforo ubicado entre los sectores Calasanz y La Floresta, al occidente de la capital antioqueña. Supuestamente porque el semáforo estaba en rojo, en ese momento el automóvil donde se desplazaban miembros del grupo Los Priscos armados con fusiles AR-15 se hizo justo al lado, teniendo la posibilidad de disparar contra el coronel Franklin.
Mientras en otro punto del país era asesinado esa misma noche el candidato presidencial Luis Carlos Galán Sarmiento, quien también estaba amenazado por el Cartel de Medellín por su intención de extraditar a los capos si resultaba electo presidente. 
Se dice que los sicarios le dispararon al oficial durante varios minutos, y presuntamente fue impactado por la escandalosa cifra de 38 proyectiles.